# 威利曼蒂克 (康乃狄克州)
威利曼蒂克克（英語：Willimantic）是位於美國康乃狄克州溫德姆縣的一個人口普查指定地區。

## 地理
威利曼蒂克克的座標為41°43′00″N 72°13′00″W / 41.71667°N 72.21667°W，而該地最高點為海拔高度81米（即266英尺）。

## 人口
根據2010年美國人口普查的數據，威利曼蒂克克的面積為11.60平方千米，當中陸地面積為11.40平方千米，而水域面積為0.20平方千米。當地共有人口17737人，而人口密度為每平方千米1,529人。